# Hedens flygbas
Hedens flygbas eller Övre Hedens flygbas (IATA: -, ICAO: ESPJ) var en militär flygbas. Flygplatsen ligger på södra sidan längs med Lule älv cirka 8 km väster om Boden och cirka 50 km nordväst om Luleå i Norrbottens län.

## Historik
Flygbasen börjades anläggas 1940 och stod färdigt för att tas i bruk 1941. Flygbasen benämndes Fält 32 Heden (Övre Heden) och från 1975 som bas 61. Åren 1942–1943 byggdes basen ut, för att omfattas av en expeditionsbarack, flygtjänstbyggnad, en förläggningsbarack. Tolv A-vallvärn och ett A-ladvärn med 24,5 meters portbredd anlades. Senare planerades och kostnadsberäknades bergskyddsrum för 45 flygplan typ J 21, men utfördes aldrig. Flygbasen blev en satellitbas till Norrbottens flygflottilj (F 21) och baserade dess ingående divisioner under övningar.
På grund av minskade militära anslag lades flygbasen i malpåse från den 1 maj 1967 till årsskiftet 1967/1968. Flygbasen var under dess aktiva tid anpassad till Bas 60 och planerades även för utbyggnad till Bas 90, som dock aldrig genomfördes.